# 7769 Okuni
7769 Okuni è un asteroide della fascia principale. Scoperto nel 1991, presenta un'orbita caratterizzata da un semiasse maggiore pari a 2,4346032 UA e da un'eccentricità di 0,1464368, inclinata di 7,14786° rispetto all'eclittica.
L'asteroide è dedicato all'astronomo giapponese Tomimaru Okuni.